# Försvarsmaktens förtjänstmedalj
Försvarsmaktens förtjänstmedalj är en svensk militär utmärkelse och medalj som instiftades av Försvarsmakten den 8 februari 2008. Den utdelas av överbefälhavaren för utomordentliga insatser i strid eller under krigsliknande situationer. Försvarsmaktens förtjänstmedalj i guld med svärd är därför inom Försvarsmakten och till personal som stått under militärt befäl den högsta militära utmärkelsen i Sverige när inte krigstillstånd råder. Försvarsmakten har beslutat att Försvarsmaktens förtjänstmedalj med svärd till Försvarsmaktens uniformer ska bäras i kategorin svenska krigsdekorationer m.m. Den andra som ska bäras i den kategorin är Försvarsmaktens medalj för sårade i strid. 
Medaljen bärs på bröstet i blått band med en bred gul rand på mitten och en smal på vardera sidan. Medaljens åtsida visar Försvarsmaktens heraldiska vapen samt runt ytterkanten texten ”FÖR FÖRTJÄNSTFULLA INSATSER”. Frånsidan visar runt ytterkanten en lagerkrans samt mottagarens namn, årtal och land för den aktion som föranlett utmärkelsen.
Medaljen tillkom genom en sammanslagning av Försvarsmaktens förtjänstmedalj med svärd (1995–2009) och Försvarsmaktens belöningsmedalj för internationella insatser med svärd (1995–2009).

## Valörer
Medaljen finns i fyra valörer:
- I guld med svärd, är en så kallad svensk krigsdekoration
- I silver med svärd, är en så kallad svensk krigsdekoration[2]
- I guld
- I silver

Medaljerna med svärd utdelas för insatser i strid eller under krigsliknande situationer, medan medaljen utan svärd kan tilldelas i övriga situationer.

## Kriterier
Medalj med svärd (strid eller under krigsliknande situationer)

Guldmedalj
- Stort personligt mod med fara för eget liv
- Mycket förtjänstfull ledning av förband under svåra förhållanden
- Mycket förtjänstfull insats under svåra förhållanden
- Vid dödsfall i tjänsten

Silvermedalj
- Stort personligt mod
- Förtjänstfull insats under svåra förhållanden

Medalj utan svärd (övriga situationer)

Guldmedalj
- Stort personligt mod med fara för eget liv
- Mycket förtjänstfull insats som gagnat Försvarsmakten
- Förtjänstfulla insatser som gagnat Försvarsmakten
- Vid dödsfall i tjänsten

Silvermedalj
- Stort personligt mod
- Förtjänstfull insats som gagnat Försvarsmakten.

Släpspänne
 Försvarsmaktens förtjänstmedalj i guld med svärd.
 Försvarsmaktens förtjänstmedalj i silver med svärd.
 Försvarsmaktens förtjänstmedalj i guld.
 Försvarsmaktens förtjänstmedalj i silver.

## Mottagare av Försvarsmaktens förtjänstmedalj
Nedan följer en sammanställning efter valör.

### I guld med svärd
| Datum            | Namn                    | Grad            | Motivering |
| ---------------- | ----------------------- | --------------- | --- |
| 10 februari 2010 | Johan Palmlöv           | Kapten          | För sina insatser i den svenska insatsen i Afghanistan (postum tilldelning) |
| 10 februari 2010 | Gunnar Andersson        | Löjtnant        | För sina insatser i den svenska insatsen i Afghanistan (postum tilldelning) |
| 19 oktober 2010  | Kenneth Wallin          | Sergeant        | För sina insatser i den svenska insatsen i Afghanistan (postum tilldelning) |
| 29 maj 2011      | Johan Gunnarsson        | Menig           | För mycket berömvärda insatser i strid under FS17 2009. |
| 29 maj 2012      | Dan Värdling            | Fänrik          | För stort personligt mod i strid i Afghanistan 10 oktober 2009 |
| 29 maj 2012      | Patrik Broman           | Menig           | För stort personligt mod i strid i Afghanistan 8 september 2010 |
| 29 maj 2012      | Axel Salomonsson        | Korpral         | För stort personligt mod i strid i Afghanistan 8 september och 16 oktober 2010 |
| 29 maj 2012      | Jimmy Ericsson          | Menig           | För stort personligt mod i strid i Afghanistan 16 oktober 2010 |
| 29 maj 2012      | Viktor Schwenk          | Förste sergeant | För stort personligt mod i strid i Afghanistan 18 oktober 2010 |
| 29 maj 2012      | Anton Pardén fd. Öhlund | Menig           | För stort personligt mod i strid i Afghanistan 18 oktober 2010 |
| 29 maj 2012      | Erik Landquist          | Fänrik          | För stort personligt mod vid strider i Afghanistan under 2010 |
| 29 maj 2012      | Stefan Linder           | Kapten          | För stort personligt mod vid strider i Afghanistan under 2010. |
| 6 juni 2012      | Christian Bremer        | Kapten          | För stort personligt mod, samt förtjänstfull insats och föregångsmannaskap vid strid i Afghanistan den 10 juni 2010 |
| 6 juni 2012      | Daniel Jonsson          | Menig           | För stort personligt mod, samt för förtjänstfull insats vid strid i Afghanistan den 20 juli 2010 |
| 6 juni 2012      | Niklas Rosén            | Sergeant        | För stort personligt mod, samt för förtjänstfull insats vid strid i Afghanistan den 20 juli 2010 |
| 6 juni 2012      | Andreas Gustafsson      | Kapten          | För stort personligt mod, mycket förtjänstfull ledning och förtjänstfull insats vid strid i Afghanistan den 25 juli 2010 |
| 29 maj 2013      | Kristian Sandahl        | Kapten          | För att "ha handlat med stort personligt mod och med fara för eget liv, för mycket förtjänstfull ledning, föregångsmannaskap och förtjänstfulla insatser under svåra förhållanden i samband med strider i Afghanistan under våren 2011."     |
| 29 maj 2013      | Johan Zelander          | Förste sergeant | För att "ha handlat med stort personligt mod och med fara för eget liv, för mycket förtjänstfull ledning, föregångsmannaskap och förtjänstfulla insatser under svåra förhållanden i samband med strider i Afghanistan under våren 2011."     |
| 29 maj 2013      | Mattias Otterström      | Kapten          | För att "ha handlat med stort personligt mod och med fara för eget liv, för mycket förtjänstfull ledning, föregångsmannaskap och förtjänstfulla insatser under svåra förhållanden i samband med strider i Afghanistan den 3 september 2012." |
| 29 maj 2016      | Skyddad identitet       | Okänt           | [ 9 ] |
| 29 maj 2016      | Skyddad identitet       | Okänt           | [ 9 ] |
| 28 maj 2022      | Skyddad identitet       | Okänt           | [ 10 ] |

### I silver med svärd
| Datum       | Namn                    | Grad            | Motivering |
| ----------- | ----------------------- | --------------- | --- |
| 6 juni 2010 | Anders Johansson        | Löjtnant        | För stort mod, utmärkta soldategenskaper, lojalitet gentemot den afghanska polisen samt uthållighet i samband med ett fientligt eldöverfall i Chachar Bulak, Afghanistan, den 9 april 2009 |
| 6 juni 2010 | Martin Johansson        | Sergeant        | För stort mod, utmärkta soldategenskaper, lojalitet gentemot den afghanska polisen samt uthållighet i samband med ett fientligt eldöverfall i Chachar Bulak, Afghanistan, den 9 april 2009 |
| 6 juni 2010 | Jacob Starck            | Sergeant        | För stort mod, utmärkta soldategenskaper, lojalitet gentemot den afghanska polisen samt uthållighet i samband med ett fientligt eldöverfall i Chachar Bulak, Afghanistan, den 9 april 2009 |
| 6 juni 2010 | Johan Persson           | Furir           | För stort mod, utmärkta soldategenskaper, lojalitet gentemot den afghanska polisen samt uthållighet i samband med ett fientligt eldöverfall i Chachar Bulak, Afghanistan, den 9 april 2009 |
| 6 juni 2010 | Kenneth Andersson       | Menig           | För stort mod, utmärkta soldategenskaper, lojalitet gentemot den afghanska polisen samt uthållighet i samband med ett fientligt eldöverfall i Chachar Bulak, Afghanistan, den 9 april 2009 |
| 6 juni 2010 | Malte Hedlund           | Menig           | För stort mod, utmärkta soldategenskaper, lojalitet gentemot den afghanska polisen samt uthållighet i samband med ett fientligt eldöverfall i Chachar Bulak, Afghanistan, den 9 april 2009 |
| 6 juni 2010 | Ola Henriksson          | Menig           | För stort mod, utmärkta soldategenskaper, lojalitet gentemot den afghanska polisen samt uthållighet i samband med ett fientligt eldöverfall i Chachar Bulak, Afghanistan, den 9 april 2009 |
| 6 juni 2010 | Jacob Thomas            | Menig           | För stort mod, utmärkta soldategenskaper, lojalitet gentemot den afghanska polisen samt uthållighet i samband med ett fientligt eldöverfall i Chachar Bulak, Afghanistan, den 9 april 2009 |
| 6 juni 2011 | Fredrik Johansson       | Sergeant        | För berömvärda insatser i strid under FS17 2009[källa behövs] |
| 29 maj 2011 | Henrik Grip             | Sergeant        | För berömvärda insatser i strid under FS17 2009[källa behövs] |
| 29 maj 2011 | Jonas Jörgensen         | Sergeant        | För berömvärda insatser i strid under FS17 2009[källa behövs] |
| 29 maj 2011 | Anders Edström          | Sergeant        | För berömvärda insatser i strid under FS17 2009[källa behövs] |
| 29 maj 2011 | Lukas Arkestål          | Menig           | För berömvärda insatser i strid under FS17 2009[källa behövs] |
| 29 maj 2011 | Dan Näslund             | Menig           | För berömvärda insatser i strid under FS17 2009[källa behövs] |
| 29 maj 2011 | Benjamin Danielsson     | Sergeant        | För berömvärda insatser i strid under FS17 2009[källa behövs] |
| 29 maj 2011 | Erik Skogberg           | Löjtnant        | För berömvärda insatser i strid under FS17 2009[källa behövs] |
| 29 maj 2011 | Erik Thyberg            | Menige          | För berömvärda insatser i strid under FS17 2009[källa behövs] |
| 29 maj 2011 | Marcus Mörner           | Sergeant        | För mycket berömvärda insatser i strid under FS17 2009 |
| 29 maj 2011 | Magnus Åström           | Meninge         | För mycket berömvärda insatser i strid under FS17 2009 |
| 29 maj 2012 | Martin Rusner           | Förste sergeant | För stort personligt mod i strid i Afghanistan 18 oktober 2010 |
| 29 maj 2012 | Fredrik Lönn            | Kapten          | För stort personligt mod i strid i Afghanistan 25 juli 2010 |
| 29 maj 2012 | Daniel Johansson        | Kapten          | För stort personligt mod i strid i Afghanistan 8 augusti 2010 |
| 29 maj 2012 | Peter Hellström         | Vicekorpral     | För stort personligt mod i strid i Afghanistan 8 augusti 2010 |
| 29 maj 2012 | Anders Johnsson         | Menige          | För stort personligt mod i strid i Afghanistan 16 september 2010 |
| 29 maj 2012 | Linus Skaring           | Menige          | För stort personligt mod i strid i Afghanistan 17 september 2010 |
| 29 maj 2012 | Tobias Englund          | Korpral         | För stort personligt mod i strid i Afghanistan 8 oktober 2010 |
| 29 maj 2012 | Jonas Brobakken         | Löjtnant        | För stort personligt mod vid strider i Afghanistan under 2010 |
| 29 maj 2012 | Fredrik Dundeberg       | Löjtnant        | För stort personligt mod vid strider i Afghanistan under 2010 |
| 29 maj 2012 | Henrik Eriksson         | Löjtnant        | För stort personligt mod vid strider i Afghanistan under 2010 |
| 6 juni 2012 | Karl Palm               | Fänrik          | För stort personligt mod, samt mycket förtjänstfull insats vid strid i Afghanistan den 20 juli 2010 |
| 6 juni 2012 | Christopher Fredriksson | Löjtnant        | För stort personligt mod, samt mycket förtjänstfull insats vid strid i Afghanistan den 25 juli 2010 |
| 6 juni 2012 | Daniel Gröndahl         | Menige          | För personligt mod, samt mycket förtjänstfull insats vid strid i Afghanistan den 25 juli 2010 |
| 6 juni 2012 | Erik Schooner           | Korpral         | För att "ha handlat med stort personligt mod och med fara för eget liv samt för förtjänstfull insats under svåra förhållanden i samband med strider i Afghanistan den 13 augusti 2011 |
| 29 maj 2013 | Jesper Söderström       | Menig 1. klass  | För att "ha handlat med stort personligt mod och med fara för eget liv samt för förtjänstfull insats under svåra förhållanden i samband med strider i Afghanistan den 22 januari 2011." |
| 29 maj 2013 | Callis Amid             | Menig 1. klass  | För att "ha handlat med stort personligt mod och med fara för eget liv samt för förtjänstfull insats under svåra förhållanden i samband med strider i Afghanistan den 22 januari 2011." |
| 29 maj 2013 | Johan Lindell           | Kapten          | För att "ha handlat med stort personligt mod och med fara för eget liv, för förtjänstfull ledning och förtjänstfulla insatser under svåra förhållanden i samband med strider i Afghanistan under våren 2011." |
| 29 maj 2013 | Anders Johansson        | Förste sergeant | För att "ha handlat med stort personligt mod och med fara för eget liv samt för förtjänstfull insats under svåra förhållanden i samband med strider i Afghanistan den 23 mars 2012." |
| 29 maj 2013 | Erik Eklund             | Sergeant        | För att "ha handlat med stort personligt mod och med fara för eget liv samt för förtjänstfull insats under svåra förhållanden i samband med strider i Afghanistan den 23 mars 2012." |
| 29 maj 2013 | Oskar Ekstrand          | Korpral         | För att "ha handlat med stort personligt mod och med fara för eget liv samt för förtjänstfull insats under svåra förhållanden i samband med strider i Afghanistan den 23 mars 2012." |
| 29 maj 2013 | Marcus Klang            | Korpral         | För att "ha handlat med stort personligt mod och med fara för eget liv samt för förtjänstfulla insatser under svåra förhållanden i samband med strider i Afghanistan under 2012." |
| 29 maj 2013 | Dennis Medford          | Menig           | För att "ha handlat med stort personligt mod och med fara för eget liv samt för förtjänstfull insats under svåra förhållanden i samband med strider i Afghanistan den 3 september 2012." |
| 29 maj 2017 | Skyddad identitet       | Okänt           | För insatser under 2010. |
| 29 maj 2018 | Erik Holst Norgren      | Sergeant        | För att med stort personligt mod och förtjänstfulla insatser, snabbt och rådigt genomfört livräddande åtgärder på liberiansk kollega samt bekämpat och begränsat en eldsvåda under pågående beskjutning mot den internationella campen i Timbuktu, Mali 2017.                                                                                           |
| 29 maj 2018 | Per-Olof Nordin         | Överstelöjtnant | För att med stort personligt mod under svåra förhållanden och pågående strid utfört förtjänstfulla insatser och bistått civila att sätta sig i säkerhet vid terroristattentatet mot ett hotell i Bamako, Mali 2017. |
| 29 maj 2018 | Fredrik Andersson       | Major           | För sitt förtjänstfulla ledarskap vid svåra förhållanden under perioden maj till november 2017. Särskilt framhålls major Anderssons utmärkta ledarskap av förbandet, utövat med stor säkerhet, bibehållen kyla och hög skärpa, trots begränsat underrättelseläge och hög hotbild vid terroristattacken mot FN:s sektorhögkvarter i Timbuktu, Mali 2017. |
| 29 maj 2019 | Gabriel Donati          | Löjtnant        | För att med stort personligt mod och med förtjänstfulla insatser undsatt en utsatt kollega under pågående granateldsbeskjutning mot International Campus i Mogadishu, Somalia 2016-01-01. |
| 29 maj 2019 | Robin Rönnholm          | Sergeant        | För att med stort personligt mod i ett högt tempo och med en hög grad av sinnesnärvaro genomfört förtjänstfulla insatser vid terroristattacken mot FN:s sektorhögkvarter i Timbuktu, Mali 2017-08-14. |
| 29 maj 2019 | Erik Röckner            | Vice korpral    | För sitt förtjänstfulla ledarskap under svåra förhållanden vid terroristattacken mot den internationella campen i Timbuktu, Mali 2018-04-14. |
| 29 maj 2019 | Oliver Sjögren          | Sergeant        | För att med stort personligt mod, beslutsamhet och föregångsmannaskap genomfört förtjänstfulla insatser vid terroristattacken mot FN:s sektor högkvarter i Timbuktu, Mali 2017-08-14. |
| 29 maj 2019 | Tobias Lindblom         | Major           | För sitt förtjänstfulla ledarskap under svåra förhållanden vid terroristattacken mot den internationella campen i Timbuktu, Mali 2018-04-14. |
| 29 maj 2019 | Anders Pettersson       | Löjtnant        | för förtjänstfullt agerande under svåra förhållanden genom att ha lett strid och koordinerat stöd med sidordnade förband vid terroristattacken mot den internationella campen, Mali 2018-04-14. |
| 29 maj 2019 | Per-Olof Eriksson       | Fanjunkare      | För stort personligt mod och förtjänstfullt ledarskap under svåra förhållanden vid terroristattacken mot den internationella campen, Mali 2018-04-14. |
| 28 maj 2020 | Skyddad identitet       | Okänt           | För stort personligt mod, för att ha räddat liv och för förtjänstfulla insatser under svåra förhållanden Afghanistan 2018. |
| 29 maj 2021 | Max Ulleberg            | Major           | För att med stort personligt mod och med hög integritet förtjänstfullt lett förbandet under svåra förhållanden i samband med attacken mot Camp Taji, Irak mars 2020.. |
| 28 maj 2022 | Skyddad identitet       | Okänt           | [ 10 ] |
| 28 maj 2022 | Skyddad identitet       | Okänt           | [ 10 ] |
| 28 maj 2022 | Skyddad identitet       | Okänt           | [ 10 ] |
| 29 maj 2023 | Skyddad identitet       | Okänt           | För att med stort personlig mod och med fara för sitt eget liv, förtjänstfullt lett sin enhet under svåra förhållanden i Mali 2022. |
| 29 maj 2023 | Skyddad identitet       | Okänt           | För att med stort personlig mod och med fara för sitt eget liv, förtjänstfullt lett sin enhet under svåra förhållanden i Mali 2022. |
| 29 maj 2023 | Per Näslund             | Kapten          | För att på ett professionellt och förtjänstfullt sätt lett sitt team och afghanska kolleger under en längre tid under svåra förhållanden i Afghanistan 2010. För förtjänstfulla insatser. |
| 29 maj 2023 | Peter Arselius          | Major           | För att, med stort personligt mod, förtjänstfullt lett sin ytterst skickliga besättning under unika och svåra förhållanden vid evakueringen från Kabul, Afghanistan augusti 2021 . För förtjänstfulla insatser. |
| 29 maj 2023 | Fredrik Sellén          | Kapten          | För att, med stort personligt mod, förtjänstfullt lett sin ytterst skickliga besättning under unika och svåra förhållanden vid evakueringen från Kabul, Afghanistan augusti 2021 . För förtjänstfulla insatser. |
| 29 maj 2023 | Patrik Winkler          | Kapten          | För att, med stort personligt mod, förtjänstfullt lett sin ytterst skickliga besättning under unika och svåra förhållanden vid evakueringen från Kabul, Afghanistan augusti 2021 . För förtjänstfulla insatser. |
| 29 maj 2023 | Magnus Torstensson      | Major           | För att, på ytterst professionellt sätt under svåra förhållanden, förtjänstfullt tjänstgjort på försvarsavdelningen på svenska ambassaden i Kiev, Ukraina 2022-2023. |

### I guld
| Datum       | Namn                | Grad            | Motivering |
| ----------- | ------------------- | --------------- | --- |
| 29 maj 2015 | Kent Jonsson        | Förvaltare      | För att "under extrema förhållanden, med utomordentligt ledarskap och stor yrkesskicklighet samt med stort mod och fara för eget liv, räddat 5 civila undan en sannolik död i samband med skogsbranden i Sala."                                                                               |
| 29 maj 2015 | Jöran Forsman       | Förvaltare      | För att "under extrema förhållanden uppvisat en mycket stor yrkesskicklighet samt med stort mod och med fara för eget liv, räddat 5 civila undan en sannolik död i samband med skogsbranden i Sala."                                                                                          |
| 29 maj 2015 | Klas Johansson      | Löjtnant        | För att "under extrema förhållanden, med stor yrkesskicklighet, improvisationsförmåga, initiativrikedom samt med stort mod och fara för eget liv, räddat 5 civila undan en sannolik död i samband med skogsbranden i Sala."                                                                   |
| 29 maj 2015 | Ivar Sveninge       | Fanjunkare      | För att "under extrema förhållanden, med stor yrkesskicklighet, improvisationsförmåga, initiativrikedom samt med stort mod och fara för eget liv, räddat 5 civila undan en sannolik död i samband med skogsbranden i Sala."                                                                   |
| 29 maj 2017 | Mats Svensson       | Fanjunkare      | För att "med stor sinnesnärvaro under pressade förhållanden, samt med stort personligt mod och fara för eget liv förhindrat en större explosion som kunnat utgöra en stor fara för personal i området samt orsakat stora materiella skador, i samband med olyckan på DNC, i Karlskrona 2016." |
| 29 maj 2018 | Anders Schääf       | Sergeant        | För att med stort personligt mod samt med fara för eget liv kämpat i det iskalla vattnet under trettio minuter i den gemensamma ansträngningen att försöka rädda liv vid bärgningsbandvagnsolyckan i Alån, Boden 2017.                                                                        |
| 29 maj 2018 | Jonathan Renman     | Förste Sergeant | För att med stort personligt mod samt med fara för eget liv kämpat i det iskalla vattnet under 30 minuter i den gemensamma ansträngningen att försöka rädda liv vid bärgningsbandvagnsolyckan i Alån, Boden 2017.                                                                             |
| 28 maj 2020 | Helena Fjellström   | Menig 1 kl      | För dödsfall i tjänsten, Överkalix 2019-03-25. (Postum tilldelning) |
| 2021        | Dennis Gyllensporre | Generallöjtnant | [ 20 ] |
| 29 maj 2023 | Carl Ekbring        | Menig           | För dödsfall i tjänsten, Kebnekajse 2023-02-21 med livet som insats. (Postum tilldelning) |

### I silver
| Datum       | Namn                 | Grad                   | Motivering |        |
| ----------- | -------------------- | ---------------------- | --- | ------ |
| 29 maj 2012 | Markus Dyrvold       | Kapten                 | För förtjänstfulla insatser och ledning i Afghanistan under 2010. |        |
| 29 maj 2013 | Ramin Egbalsson      | Korpral                | För "förtjänstfull insats under svåra förhållanden samt ett mångårigt och föredömligt mentorskap inför och under ett flertal insatser i Afghanistan, bland annat under 2011." |        |
| 29 maj 2013 | Gustaf Klefbom       | Kapten                 | För att "ha handlat med stort personligt mod och för mycket förtjänstfulla insatser under sin tjänstgöring i Afghanistan 2011." |        |
| 29 maj 2013 | Erik Henjered        | Menig 1. klass         | För "en synnerligen förtjänstfull och föredömlig insats som kock under svåra förhållanden och förtjänstfull insats som soldat under sin tjänstgöring i Afghanistan 2011." |        |
| 29 maj 2013 | Johan Andersen       | Förste sergeant        | För att "ha handlat med stort personligt mod, med fara för eget liv samt för en mycket förtjänstfull insats under svåra förhållanden i Uganda den 30 juli 2012." |        |
| 29 maj 2013 | Mikael Ljungwald     | Förste sergeant        | För att "ha handlat med stort personligt mod, med fara för eget liv samt för en mycket förtjänstfull insats under svåra förhållanden i Uganda den 30 juli 2012." |        |
| 29 maj 2014 | Fredrik Lindskog     | Löjtnant               | För "föredömliga insatser under år inom sin tjänstegren med målet att skapa ett högt stridsvärde, sund resurshållning och positiv attityd till materieltjänsten inom förbandet. Särskilt bevisat under tjänstgöring i Afghanistan 2013." |        |
| 29 maj 2014 | Lars Widegren        | Löjtnant               | För "föredömliga insatser under flera år inom sin tjänstegren med målet att skapa ett högt stridsvärde, sund resurshållning och positiv attityd till teknisk tjänst inom förbandet. Särskilt bevisat under tjänstgöring i Afghanistan 2013." |        |
| 29 maj 2014 | Lars Lervik          | Oberstløytnant (Norge) | För "synnerligen gott ledarskap, mycket hög professionalitet och osjälviskt arbete som stöd till Sverige för framgångsrika resultat i en multinationell kontext i Afghanistan 2013." |        |
| 29 maj 2015 | Mikael Smedin        | Överstelöjtnant        | För att "under sin tjänstgöring i Afghanistan [2013] uppvisat ett föredömligt agerande, hög grad av handlingskraft, föregångsmannaskap, integritet och ansvarstagande under svåra omständigheter i en multinationell kontext som gagnat relationen med Afghanska armén."                                                                         |        |
| 29 maj 2015 | Folke Borgh          | Civil (Försvarsjurist) | För att "insiktsfullt, med mycket gott omdöme och taktkänsla, som försvarsjurist med miljörätt som specialområde, under många år ha gjort förtjänstfull insats till gagn för Försvarsmakten." |        |
| 29 maj 2015 | Rose-Marie Johansson | Civil (Logistikledare) | För "stor initiativförmåga och stort personligt engagemang i utvecklingen och implementering av nya arbetssätt samt stärkandet av FMLOG:s varumärke, såväl internt som externt, samt förtjänstfulla insatser som gagnat Försvarsmakten." |        |
| 29 maj 2016 | Skyddad identitet    | Okänt                  | [ 9 ] |        |
| 29 maj 2017 | Staffan Bartholdson  | Kapten                 | För "rådigt ingripande och med förträfflig yrkesskicklighet, under kaotiska förhållande med stor sinnesnärvaro och handlingskraft, landat en helikopter efter en luftkollision, och därigenom räddat både liv och materiel i samband med olyckan i Sveg, Sverige 2017."                                                                          |        |
| 29 maj 2018 | Nils Olsson          | Löjtnant               | För att med stort personligt mod och utan att tveka kämpat i det iskalla vattnet för att bistå i den gemensamma ansträngningen att försöka rädda liv vid bärgningsbandvagnsolyckan i Alån, Boden 2017. |        |
| 29 maj 2018 | John Jutback         | Menig                  | För att med stort personligt mod och utan att tveka kämpat i det iskalla vattnet för att bistå i den gemensamma ansträngningen att försöka rädda liv vid bärgningsbandvagnsolyckan i Alån, Boden 2017. |        |
| 29 maj 2018 | Ulf Forsberg         | Löjtnant               | För att med stort personligt mod och utan att tveka kämpat i det iskalla vattnet för att bistå i den gemensamma ansträngningen att försöka rädda liv vid bärgningsbandvagnsolyckan i Alån, Boden 2017. |        |
| 29 maj 2018 | Tom Wikström         | Okänt                  | För att med stor sinnesnärvaro tagit ett ledande ansvar i att koordinera omhändertagande av svårt nedkyld personal under den gemensamma ansträngningen att försöka rädda liv vid bärgningsbandvagnsolyckan i Alån, Boden 2017. |        |
| 29 maj 2018 | Olof Glans           | Kapten                 | För att ha handlat med stort personligt mod, med fara för eget liv samt för mycket förtjänstfull insats under svåra förhållanden i samband med upploppet på campen i Bihanga, Uganda 2012. |        |
| 29 maj 2018 | Emil Bukowiecki      | Sergeant               | För att med stort personligt mod och med förtjänstfulla insatser snabbt och rådigt bidrog till att rädda såväl liv som materiel i samband med branden på det nigerianska fältsjukhuset på den internationella campen i Timbuktu, Mali 2017. |        |
| 28 maj 2020 | Skyddad identitet    | Okänt                  | För stort personligt mod och för förtjänstfulla insatser under extrema förhållanden Kebnekajse 2019. |        |
| 28 maj 2020 | Skyddad identitet    | Okänt                  | För stort personligt mod och för förtjänstfulla insatser under extrema förhållanden Kebnekajse 2019. |        |
| 28 maj 2020 | Skyddad identitet    | Okänt                  | För stort personligt mod och för förtjänstfulla insatser under extrema förhållanden Kebnekajse 2019. |        |
| 29 maj 2021 | Ann Fernström        | Sergeant               | För att med stort personligt mod på ett förtjänstfullt sätt under pressade förhållanden möjliggjort förhandling av en fredlig lösning med en beväpnad och fientlig milis Timbuktu, Mali september 2019. |        |
| 29 maj 2021 | William Stålhök      | Korpral                | För att med stort personligt mod på ett förtjänstfullt sätt under pressade förhållanden möjliggjort förhandling av en fredlig lösning med en beväpnad och fientlig milis Timbuktu, Mali september 2019. |        |
| 29 maj 2021 | Nils Bergqvist       | Löjtnant               | för sina förtjänstfulla och mångåriga insatser inom bildunderrättelse, fototolkningsförmåga och bildalstrande sensorer att genom sin expertis och outtröttliga strävan gagnat Försvarsmakten i såväl nationella operationer som internationella insatser, Uppsala 2021.                                                                          |        |
| 29 maj 2021 | Philip Bacchus       | Kommendörkapten        | För sina förtjänstfulla initiativ och avgörande insatser under pandemins inledning genom att utveckla nytt koncept Gloria för provtagning. Till gagn för Försvarsmakten och andra myndigheter under rådande pandemi! Sverige 2020. |        |
| 29 maj 2021 | Maritha Küller       | Avdelningschef         | För förtjänstfullt ledarskap och insatser under pressade förhållanden inom logistik och upphandling, vilket varit betydande för att Sverige kunnat öka kapaciteten på materiel och utrustning- vilket sannolikt har räddat liv och ökat sjukvårdens uthållighet. Till gagn för Försvarsmakten och samhället under rådande pandemi! Sverige 2020. |        |
| 29 maj 2022 | Andreas Karlsson     | Översergeant           | För att ett ytterst rådigt och professionellt sätt förtjänstfullt tagit ett ledande ansvar att samordna MINUSMA:s medicinska resurser i syfte att rädda liv i samband med masskadeutfallet, Gao, Mali, Midsommarafton 2021. | [ 10 ] |
| 29 maj 2022 | Fredrik Jalmsell     |                        | För sina förtjänstfulla insatser inom elektroniska motmedel för skydd mot fjärrkontrollerade improviserade laddningar. Att genom sin expertis och sitt outtröttliga personligaengagemang under många år gagnat Försvarsmakten i internationella insatser över tid, Stockholm 2022.                                                               | [ 10 ] |